# Cantonul Bourg-Lastic
Cantonul Bourg-Lastic este un canton din arondismentul Clermont-Ferrand, departamentul Puy-de-Dôme, regiunea Auvergne, Franța.

## Comune
- Bourg-Lastic (reședință)
- Briffons
- Lastic
- Messeix
- Saint-Julien-Puy-Lavèze
- Saint-Sulpice
- Savennes